# Армянская епархия Родосто
Родостская (Текирдагская) епархия Константинопольского патриархата Армянской Апостольской церкви (арм. Հայ Առաքելական եկեղեցու Կոնստանդնուպոլսի պատրիարքության Ռոդոստոյի թեմ) — упразднённая епископская епархия Армянской Апостольской церкви в составе Константинопольского патриархата.

## История
В 1911 году в юрисдикцию Родостской епархии входили территории Текирдагского, Гелиполисского, Чадалджийского и Калаисултанского санджаков Османской империи.
По данным на 1911 год количество верующих данной епархии Армянской Апостольской церкви — 25.000, число общин - 7.
Епархия имела 8 церквей.